# Acre
Acre (in portoghese [ˈakɾi]; ) (sigla AC) è uno dei 27 Stati federati del Brasile, situato nella parte sudoccidentale della Regione Nord del paese. Confina a nord con lo Stato dell'Amazonas, a est con quello di Rondônia, a sud con la Bolivia e a ovest con il Perù. Con un'estensione di 164173,429 km², equivalente approssimativamente a quella del Nepal e corrispondente al 2% della superficie totale del Brasile, è il 16º stato per dimensioni. Genera lo 0,2% del PIL brasiliano.

## Geografia fisica
Il territorio è per lo più coperto dalla foresta amazzonica, sfruttata per la produzione di gomma, di cui lo Stato è un grande esportatore. Il Rio Acre scorre a sud lungo il confine con la Bolivia.

## Popolazioni indigene
Acre è abitato da vari gruppi di indigeni tra cui i Kaxinawá, i Yaminawá e i Xanenawa, tutti appartenenti alla famiglia linguistica Pano. Vi sono poi i Kulina, i Manchineri e gli Asháninka: i primi parlano un idioma appartenente alla famiglia linguistica arawan, mentre quelli degli altri ricadono tra le lingue arawak.
Nello Stato di Acre vivono anche alcune delle ultime tribù incontattate rimaste al mondo: si pensa, infatti, che nelle sue foreste vivano almeno 600 persone, appartenenti ad almeno 4 gruppi diversi. Molti degli indigeni incontattati di Acre discendono probabilmente dai pochi sopravvissuti al boom della gomma, che nel XIX secolo sterminò il 90% della popolazione nativa.
Nel 2010 il FUNAI, il Dipartimento brasiliano agli Affari indigeni, ha diffuso le prime riprese aeree di una comunità incontattata dell'area. Nel giugno 2014 Survival International, il movimento mondiale per i diritti dei popoli indigeni, e il FUNAI hanno denunciato che gli incontattati della regione sono a rischio di “morte imminente”.

## Storia
Il toponimo "Acre" deriva da quello del Rio Acre, la cui etimologia è incerta: potrebbe derivare da una parola tupi che significa "fiume verde", oppure "dormire, riposare", oppure ancora "acqua corrente"
.
Luiz Galvez Rodrigues de Aria fu a capo della spedizione che tra il 1899-1900 cercò di sottrarre il territorio dell'attuale Acre alla Bolivia. Egli si dichiarò poi presidente della Repubblica di Acre, la quale fu sciolta nel marzo 1900. Malgrado un nuovo tentativo indipendentista (seconda repubblica dal novembre al 24 dicembre 1900), Acre rimase parte della Bolivia fino al 1903, quando il Brasile decise di acquistare il territorio in seguito a un accordo diplomatico (questo dopo aver fomentato una guerra secessionista contro le autorità boliviane).
Trasformato in territorio federale il 25 febbraio del 1904, Acre divenne uno Stato federale nel 1962.

## Bandiera
La bandiera attuale venne adottata il 15 marzo 1921. Si tratta di una variante della bandiera usata dai secessionisti antiboliviani, con le parti verde e gialla invertite. Il giallo simboleggia la pace, il verde la speranza, mentre la stella rappresenta la "luce" che guidò coloro i quali si batterono per fare di Acre uno Stato federato del Brasile.

## Geografia antropica

### Suddivisioni amministrative
Lo Stato è composto dalla capitale e da altri 21 comuni.
I comuni sono raggruppati in 5 microregioni, a loro volta raggruppate in due mesoregioni. Queste due entità sono state create dall'Instituto Brasileiro de Geografia e Estatística, l'istituto nazionale brasiliano di geografia e statistica, per soli fini statistici, pertanto non individuano entità politiche o amministrative.

#### Capitale
- Rio Branco che si trova sul fiume Branco.